# Familie-Abraham-Gedenkstein

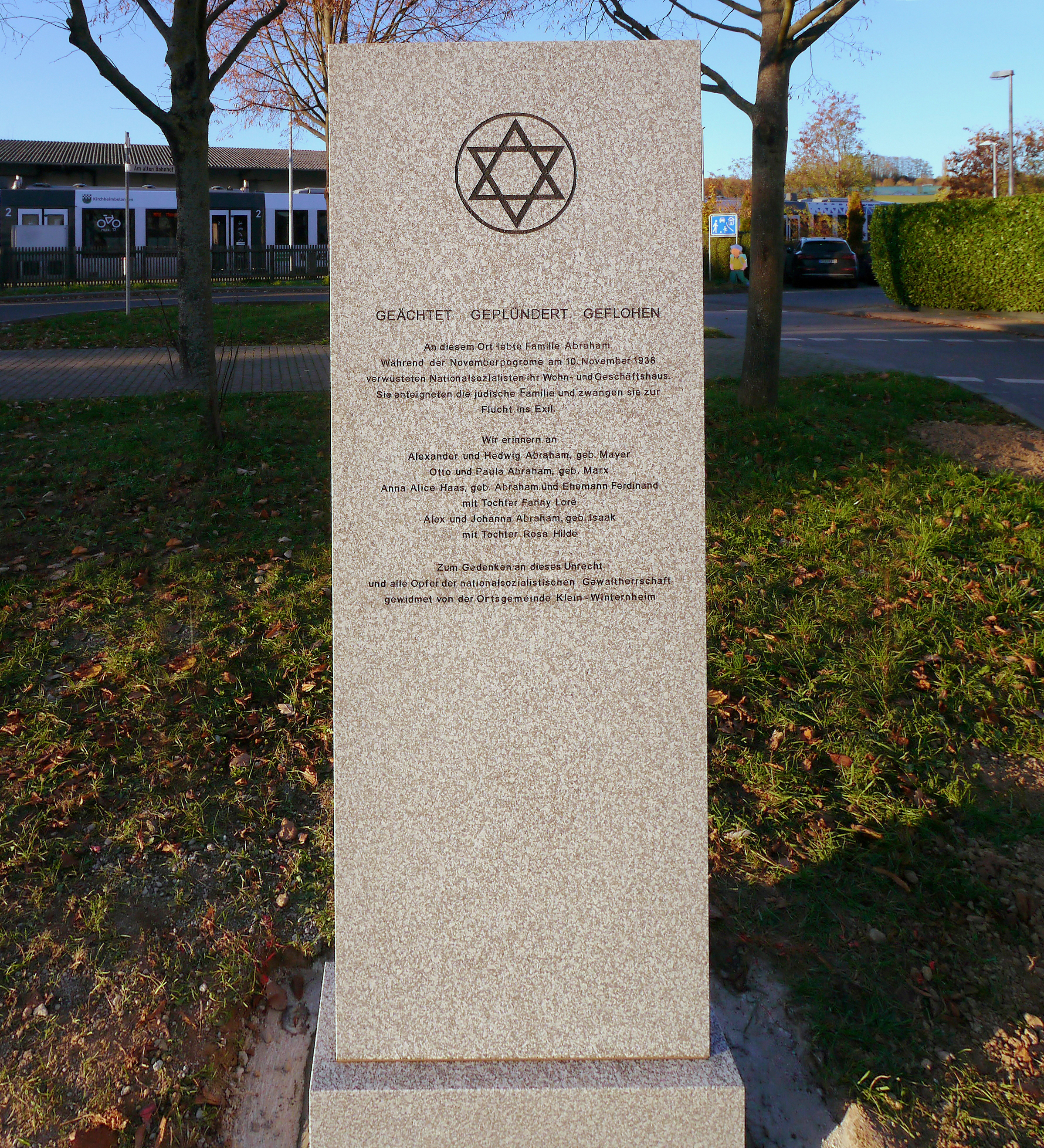
Gedenkstein für die jüdische Familie Abraham, die während der NS-Diktatur aus Klein-Winternheim vertrieben wurde

Der Familie-Abraham-Gedenkstein wurde 2020 im rheinhessischen Klein-Winternheim zur Erinnerung an die zur Zeit der NS-Gewaltherrschaft wegen ihres jüdischen Glaubens aus dem Ort vertriebene Familie Abraham auf dem Bahnhofsvorplatz der Gemeinde aufgestellt. Der Platz wurde in Familie-Abraham-Platz umbenannt. Die Errichtung des Gedenksteins und die Umbenennung fanden zum 9. und 10. November des Jahres statt, um an die Novemberpogrome 1938 zu erinnern.

## Hintergrund

### Die Familie
Die jüdische Familie Abraham kam ursprünglich aus dem Nachbarort Ober-Olm. Sie baute ab 1890 am Bahnhof von Klein-Winternheim einen Landhandel auf und versorgte Landwirte mit Saatgut, Futtermitteln und Dünger. Im Ersten Weltkrieg kämpften Familienangehörige für das damalige Deutsche Kaiserreich. Im Zuge der Novemberpogrome 1938 „stürmten Nationalsozialisten Haus und Geschäftsräume, zerschlugen die Fenster, plünderten und zerstörten das Inventar und verjagten die verschreckten Bewohner. Die Abrahams wurden enteignet und mussten völlig verarmt fliehen, nur mit Glück entkamen sie der Verfolgung und fanden Exil in Übersee.“ Das Haus wurde nach Zeugenaussagen nur deshalb nicht niedergebrannt, weil es nach der Enteignung als Treffpunkt der Nationalsozialisten dienen sollte, was dann auch so geschah. Überlebende Familienangehörige wurden in den USA aufgenommen, ein Schwager der Familie wurde in einem Konzentrationslager ermordet.

### Der Gedenkstein
Die Journalistin Monika Hoffmann recherchierte das Schicksal der Familie Abraham und trug am 9. November 2018 im Rahmen einer Gedenkveranstaltung im örtlichen Rathaus ihre Erkenntnisse vor, die sie in der Broschüre Geächtet, geplündert, geflohen dokumentiert hatte. Dazu gab es eine Ausstellung zur Vertreibung der Familie, ein Gespräch mit Vertretern der jüdischen Gemeinde Mainz, eine Filmvorführung und weitere Veranstaltungen, die von der lokalen Kulturinitiative KiWi und der evangelischen Kirchengemeinde in Zusammenarbeit mit der Ortsgemeinde organisiert wurden. In der Folge beschloss der Gemeinderat einstimmig die Errichtung des Gedenksteins und die Umbenennung des Platzes, um, so Ortsbürgermeisterin Ute Granold, „ein Zeichen gegen das Vergessen“ zu setzen. Gefertigt und gespendet wurde die Granitsäule von Holger Eisenacher, dem örtlichen Steinmetz. Die offizielle Einweihung des Platzes und der Gedenkstele fand wegen der Corona-Pandemie erst im November 2023 statt.

### Die Inschrift
GEÄCHTET GEPLÜNDERT GEFLOHEN
An diesem Ort lebte die Familie Abraham. 

Während der Novemberpogrome am 10. November 1938 

verwüsteten Nationalsozialisten ihr Wohn- und Geschäftshaus. 

Sie enteigneten die jüdische Familie und zwangen sie zur 

Flucht ins Exil.
Wir erinnern an

Alexander und Hedwig Abraham, geb. Mayer 

Otto und Paula Abraham, geb. Marx 

Anna Alice Haas, geb. Abraham und Ehemann Ferdinand 

mit Tochter Fanny Lore

Alex und Johanna Abraham, geb. Isaak

mit Tochter Rosa Hilde
Zum Gedenken an dieses Unrecht 

und alle Opfer der nationalsozialistischen Gewaltherrschaft

gewidmet von der Ortsgemeinde Klein-Winternheim